# Aurhø
Die Aurhø (norwegisch für Geröllhöhe) ist ein Berg im ostantarktischen Königin-Maud-Land. Er ragt mit einer Geröllmoräne an der Nordwestseite 1,5 km östlich des Slettfjell in der Regulakette des Ahlmannryggen auf.
Norwegische Kartografen benannten den Berg deskriptiv und nahmen anhand von Luftaufnahmen und Vermessungen der Norwegisch-Britisch-Schwedischen Antarktisexpedition (1949–1952) eine Kartierung vor.